# فران إيكيتش
فران إيكيتش (بالكرواتية: Frane Ikić)‏ هو لاعب كرة قدم كرواتي في مركز الدفاع، ولد في 19 يونيو 1994 في زادار في كرواتيا. شارك مع منتخب كرواتيا تحت 19 سنة لكرة القدم ومنتخب كرواتيا تحت 20 سنة لكرة القدم ومنتخب كرواتيا تحت 21 سنة لكرة القدم. أما مع النوادي، فقد لعب مع نادي رييكا.

## وصلات خارجية
- فران إيكيتش على موقع اتحاد كرواتيا (الكرواتية)
- فران إيكيتش على موقع قاعدة بيانات كرة القدم.إي يو (الإنجليزية)
- فران إيكيتش على موقع Soccerway.com (الإنجليزية)